# Кристина Јовановић
Кристина Јовановић (Београд, 1993) српска је филмска, телевизијска, гласовна глумица и певачица.

## Биографија
Кристина Јовановић је рођена 1993. године у Београду. Своју прву велику улогу на телевизији је остварила у телевизијској серији Права жена, где је тумачила Мају, ћерку Николе Богдана кога је тумачио Филип Јуричић. Била је члан бендова E-Play и Sexy Mamma, док од 2017. године предводи бенд Кика, чији је главни вокал и с којим је 2019. године издала албум Последица пубертета.
Од 2020. године води емисију Три боје звука на Радио-телевизији Србије. Радила је синхронизације цртаних филмова за студије Призор, Соло и Бронтосаурус.

## Филмографија
| Год.       | Назив                      | Улога                           |
| ---------- | -------------------------- | ------------------------------- |
| 2012.      | Последња ноћ               | Софија                          |
| 2013.      | Синђелићи                  | Вања                            |
| 2015.      | Мач освете                 | Квен                            |
| 2016—2017. | Права жена                 | Маја Богдан                     |
| 2018.      | Грофов мотел               | Теја                            |
| 2018.      | Истине и лажи              | Јелисавета „Бети” Минић         |
| 2018.      | Два брата против хипократа | Мица Љубичица                   |
| 2019.      | Режи                       | Аја                             |
| 2020—2023  | Игра судбине               | Јeлeна Галић (девојачки Радман) |
| 2021.      | Једини излаз               | Наташа Врањеш                   |
| 2023.      | Што се боре мисли моје     | Девојка из Трибалије            |
| 2024.      | Фрка                       | Ника                            |

## Улоге у синхронизацијама
| Година     | Цртани                           | Лик                                        |
| ---------- | -------------------------------- | ------------------------------------------ |
| 2018-2019. | Екстреми Фудбал                  | Луна итд.                                  |
| 2019.      | Зак и Квак                       | Уводна шпица                               |
| 2019.      | Лолирок                          | Оријана, Миси Робинс, Краљица Ефедија итд. |
| 2019-2020. | Гавејн                           | Елспет, Шао Лонг                           |
| 2019.      | Плим Плим                        | Бам, Хоги, Акварела, Меј-ли                |
| 2020.      | Едисонова тајна лабораторија     | Ники, Уводна шпица                         |
| 2020.      | Фантастични повратак у ОЗ        |                                            |
| 2020.      | Јакари и величанствено перо      | Јакари                                     |
| 2020.      | Хајди                            | Хајди Мајер итд.                           |
| 2020.      | Оли                              | Оли, Попи, мама                            |
| 2021.      | Боби и Бил (Призор)              | Каролина, мама итд.                        |
| 2021.      | К3                               | Ким итд.                                   |
| 2021.      | Суперчудовишта: Чудовишна парада | Спајк                                      |
| 2021.      | Суперчудовишта                   |                                            |
| 2021.      | Певајмо 2                        | Порша Кристал, Нуши                        |
| 2022.      | Жизел и зелена екипа             | Алекс, Киша                                |
| 2023.      | Ланфестова мисија                | Сијан                                      |

## Емисије
| Година | Наслов         | Позиција | Телевизија |
| ------ | -------------- | -------- | ---------- |
| 2020.  | Три боје звука | водитељ  | РТС        |